# 沃洛迪米尔·扎博洛特内
沃洛迪米尔·赫纳托维奇·扎博洛特内（烏克蘭語：Володимир Гнатович Заболотний，1898年8月13日—1962年8月3日），是苏联及乌克兰建筑师。他是乌克兰建筑学院的创始人及最高拉達大樓的设计者。